# العلاقات السعودية الكيريباتية
العلاقات السعودية الكيريباتية هي العلاقات الثنائية التي تجمع بين السعودية وكيريباتي.

## مقارنة بين البلدين
هذه مقارنة عامة ومرجعية للدولتين:
| وجه المقارنة                                              | السعودية        | كيريباتي                        |
| --------------------------------------------------------- | --------------- | ------------------------------- |
| المساحة (كم2)                                             | 2.25 مليون      | 811                             |
| عدد السكان (نسمة)                                         | 33.00 مليون     | 116.40 ألف                      |
| الكثافة السكانية (ن./كم²)                                 | 14.67           | 14.35 ألف                       |
| العاصمة                                                   | الرياض، الدرعية | جنوب تاراوا                     |
| اللغة الرسمية                                             | اللغة العربية   | لغة إنجليزية، اللغة الكيريباتية |
| العملة                                                    | ريال سعودي      | دولار كريباتي، دولار أسترالي    |
| الناتج المحلي الإجمالي (بليون دولار)                      | 683.83 مليار    | 196.15 مليون                    |
| الناتج المحلي الإجمالي (تعادل القوة الشرائية) بليون دولار | 1.69 تريليون    | 224.26 مليون                    |
| الناتج المحلي الإجمالي الاسمي للفرد دولار أمريكي          | 20.48 ألف       | 1.42 ألف                        |
| الناتج المحلي الإجمالي للفرد دولار أمريكي                 | 52.01 ألف       | 1.81 ألف                        |
| مؤشر التنمية البشرية                                      | 0.837           | 0.590                           |
| رمز المكالمات الدولي                                      | +966            | +686                            |
| رمز الإنترنت                                              | .sa             | .ki                             |
| المنطقة الزمنية                                           | ت ع م+03:00     |                                 |

## منظمات دولية مشتركة
يشترك البلدان في عضوية مجموعة من المنظمات الدولية، منها:
| علم المنظمة | اسم المنظمة                   | تاريخ انضمام السعودية | تاريخ انضمام كيريباتي |
| ----------- | ----------------------------- | --------------------- | --------------------- |
|             | يونسكو                        | 4 نوفمبر 1946         | 24 أكتوبر 1989        |
|             | البنك الدولي للإنشاء والتعمير | 26 أغسطس 1957         | 29 سبتمبر 1986        |
|             | منظمة حظر الأسلحة الكيميائية  | ?                     | ?                     |
|             | الأمم المتحدة                 | 24 أكتوبر 1945        | 14 سبتمبر 1999        |
|             | مؤسسة التمويل الدولية         | 18 سبتمبر 1962        | 2 أكتوبر 1986         |
|             | الاتحاد البريدي العالمي       | ?                     | ?                     |
|             | مؤسسة التنمية الدولية         | 30 ديسمبر 1960        | 2 أكتوبر 1986         |
|             | الاتحاد الدولي للاتصالات      | 7 فبراير 1949         | 3 نوفمبر 1986         |

## وصلات خارجية
- موقع وزارة الخارجية السعودية